# 跳舞吧！大象
《跳舞吧！大象》（英語：Dancing Elephant），是一部于2019年上映的喜剧电影。由艾伦、金春花领衔主演，2019年7月26日于中国大陆上映。

## 演员列表

### 主要演员
| 演员姓名 | 角色名称 | 介绍 |
| 艾伦     | 皮鲍十   |      |
| 金春花   | 黎春夏   |      |

### 其他演员
| 演员姓名 | 角色名称   | 介绍                       |
| 彭杨     | 刘芊芊     | 四小天鹅之一               |
| 宋楠惜   | 成小果     | 四小天鹅之一               |
| 静芳     | 白糖       | 四小天鹅之一               |
| 焦刚     | 黎大军     | 黎春夏父亲                 |
| 李泰延   | 许少榕     | 《自由舞蹈大赛》节目策划人 |
| 張信哲   | DJ-Sky哥哥 | 前《少女心事》电台DJ       |
| 王霏霏   | 季双双     | 《自由舞蹈大赛》选手       |